# Liste der Kreisstraßen in Speyer
Die Liste der Kreisstraßen in Speyer ist eine Auflistung der Kreisstraßen in der rheinland-pfälzischen kreisfreien Stadt Speyer.

## Abkürzungen
- K: Kreisstraße
- L: Landesstraße

## Liste
Die Kreisstraßen behalten die ihnen zugewiesene Nummer in der Regel nicht bei einem Wechsel in einen anderen Landkreis oder in eine kreisfreie Stadt. Nicht vorhandene bzw. nicht nachgewiesene Kreisstraßen werden in Kursivdruck gekennzeichnet, ebenso Straßen und Straßenabschnitte, die unabhängig vom Grund (Herabstufung zu einer Gemeindestraße oder Höherstufung) keine Kreisstraßen mehr sind. 
Der Straßenverlauf wird in der Regel von Nord nach Süd und von West nach Ost angegeben.
| Nr. | Verlauf |
| --- | --- |
| K 1 | L 454 – Rinkenbergerweg – Speyerer Straße – – Speyerer Straße – Stadtgrenze – (K 23 im Rhein-Pfalz-Kreis)                                                  |
| K 2 | (K 23 im Rhein-Pfalz-Kreis) – Stadtgrenze – Franz-Kirrmeier-Straße – Hafenstraße – Schillerweg – Geibstraße – Am Technik Museum – K 3                      |
| K 3 | – Industriestraße – K 2 – Industriestraße – K 3 – Industriestraße – K 5 – Industriestraße – Stockholmer Straße – Am Neuen Rheinhafen – Heinkelstraße – K 3 |
| K 4 | / – Dudenhofer Straße – Schützenstraße – L 454 – Bartholomäus-Weltz-Platz – Hilgardstraße – St.-German-Straße – Lindenstraße – Karl-Leiling-Allee – K 3 –  |
| K 5 | K 3 – Rheinfähre – Landesgrenze – (K 3578 im Landkreis Karlsruhe, Baden-Württemberg)                                                                       |